# Кристоф фон Траутмансдорф (епископ)
Кристоф фон Траутмансдорф (на немски: Christoph de Trautmannsdorf; * ок. 1435; † 16 ноември 1480, Зегауберг при Лайбниц, Щирия) е като Кристоф I епископ на Зекау (1477 – 1480) в Щирия, Австрия.

## Биография
Той е от старата австрийска и бохемска рицарска фамилия фон Траутмансдорф от Източна Щирия. Син е на Удалрих I фон Траутмансдорф († сл. 1460) и съпругата му Катарина фон Алтенбург. Брат е на Андреас I фон Траутмансдорф († сл. 1458), Удалрих II, приор в Пьолау (1448), Йохан († 1483), абат на Адмонт, Ото и Херанд III фон Траутмансдорф († 1467).
Кристоф фон Траутмансдорф следва от 1457 до 1458 г. в университета във Виена и през 1467 г. е помазан за свещеник от епископа на Зекау Георг Юберакер († 1477). Той става каноник в Залцбург, брат му Йохан е абат на Адмонт.
Кристоф е избран за епископ на Зекау на 4 май 1477 г. Помазан е от Бернхард фон Рор, архиепископ на Залцбург († 1487). На 17 ноември 1479 г., заради опасността от турското нападение, той бяга в Унгария при крал Матяш Корвин. През войната между Фридрих III и Корвинус епископството Зекау в голяма част е плячка на унгарците и императорската войска. Замъкът Лайбниц със Зегау са окупирани.
Кристоф фон Траутмансдорф умира на 16 ноември 1480 г. в Зегауберг при Лайбниц в Щирия. Не е известно къде е гробът му.